# Walhorn
Walhorn is een voormalige gemeente in de Duitstalige Gemeenschap van België en het Waals Gewest, sinds 1 januari 1977 gefuseerd met de gemeente Lontzen. Walhorn ligt aan de autosnelweg A3 die hier onderdeel vormt van de Europese weg 40.

## Geschiedenis
De eerste vermelding van het plaatsje, met de naam Harna, is terug te vinden in een document van Lotharius II uit het jaar 888.
Tot de opheffing van het hertogdom Limburg was Walhorn de hoofdplaats van een van de vijf Limburgse hoogbanken. In 1072 werd het afhankelijk van het Onze-Lieve-Vrouwekapittel te Aken. Net als de rest van het hertogdom werd Walhorn bij de annexatie van de Zuidelijke Nederlanden door de Franse Republiek in 1795 opgenomen in het toen gevormde departement Ourthe en maakte het deel uit van het Kanton Eupen.
In 1815 werd het Pruisisch, later Duits, en in 1920 kwam het bij België.

## Kernen
Tot de deelgemeente Walhorn behoren de kernen Astenet, Herbesthal en Merols.

## Demografische ontwikkeling
- Bronnen:NIS, Opm:1930 tot en met 1970=volkstellingen, 1976 inwoneraantal op 31 december

## Bezienswaardigheden

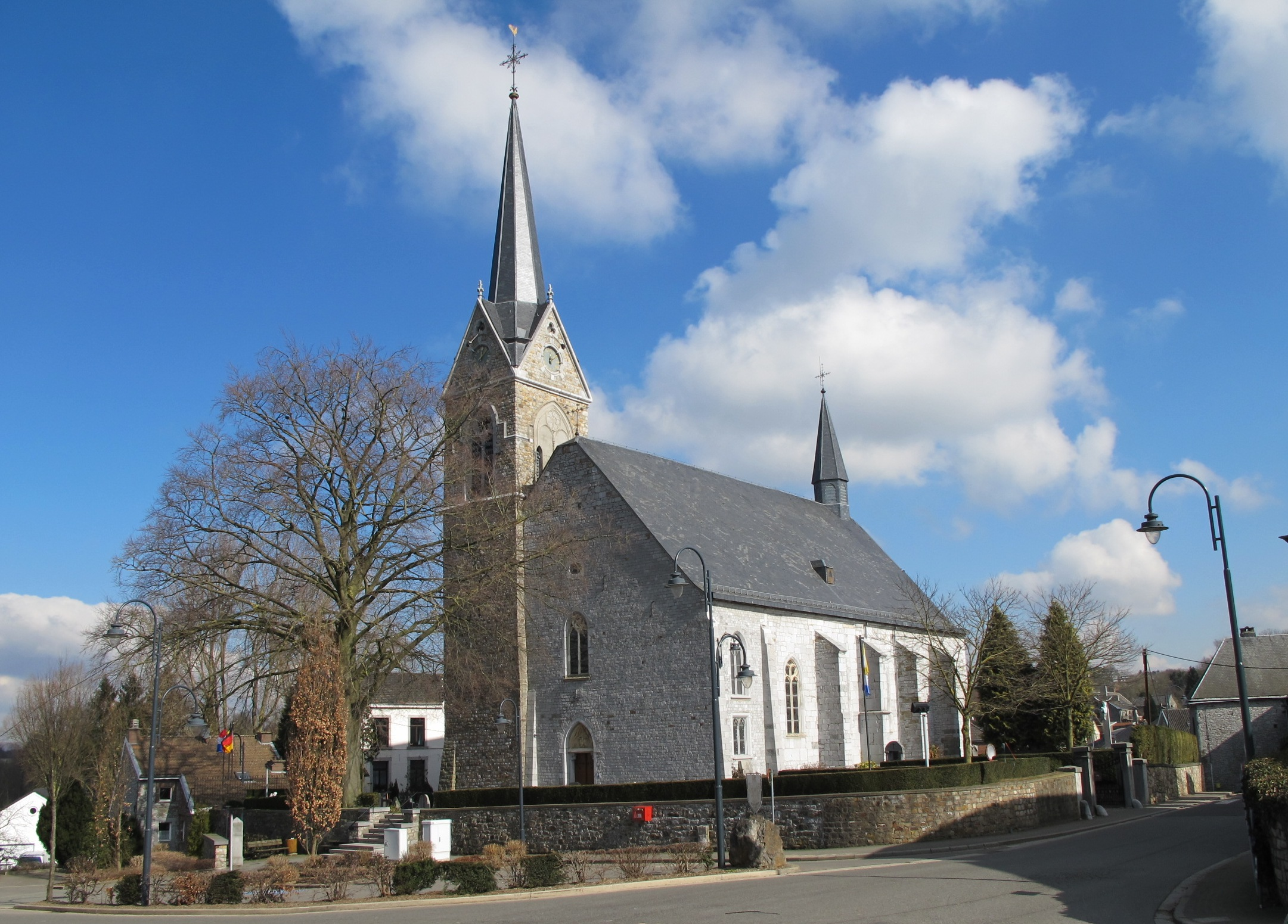
De Sint-Stefanuskerk te Walhorn

- Sint-Stefanuskerk

## Natuur en landschap
In het westen en zuiden vindt men kalkrijke bodems, in het oosten is de bodem eerder zandig.

## Economie
Walhorn kent melkveehouderijen, zand- en steengroeven, en bosbouw.

## Taal
Naast het in het onderwijs en door de plaatselijke overheid gebruikte Duits spreekt de plaatselijke bevolking het regionale dialect Platdiets; een Limburgs dialect.

## Nabijgelegen kernen
Eynatten, Astenet, Lontzen, Kettenis, Raeren